# 青い森セントラルパーク
青い森セントラルパーク（あおいもりセントラルパーク）は、青森県青森市にある公園。所在地は青森市大字浦町字橋本。

## 概要
かつての青森操車場の跡地21.5ヘクタールの内、青森中央大橋の東側部分の大部分を使用して作られた公園。青森操車場跡地の西部は青森信号場として現在も使用されている。かつては日本国有鉄道清算事業団が現在の公園敷地を保有していたが、解散に伴い青森県が約20億7千万円、青森市が約43億4千万円を投入し敷地を買い取った。
公園敷地は青い森鉄道線の南側に位置する。青い森鉄道線沿いにはオオヤマザクラが植樹されている。公園の最東部には八甲田大橋（国道103号）があり、現在その下には歩行者、自転車専用の踏切が設置され、公園に北側からでも直接歩いていくことが可能になった。これに伴い八甲田大橋にあった歩道へ連絡する階段が全て閉鎖の後に撤去された。
八甲田大橋の東側にあるかつての操車場への貨物用線路跡は、一部が道路やポンプ場になっている以外は荒地となっている。堤川に架かる橋は、2009年（平成21年）に撤去工事が行われた。
- 公園敷地面積 12.8ヘクタール
  - 自由運動広場敷地（西側の市所有の公園敷地）面積：5.2ヘクタール
  - 多目的芝生広場敷地（東側の県所有の公園敷地）面積：7.6ヘクタール

### 公園整備の概要
企業と行政の協力の下にこの公園は整備された。

#### 計画
- 株式会社三菱地所設計
  - 青森操車場跡地利用策定調査（1998年-1999年）
  - 青森操車場跡地利用基本計画地下化構想案詳細検討（1998年-2000年）
  - 青森操車上跡地暫定整備計画（2001年-2002年）
  - あおもりセントラルパーク（仮称）実施整備業務委託（2001年-2002年）
- 株式会社東急設計コンサルタント
  - 青森操車場跡地基本計画調査

#### 工事
- 株式会社桜井工務店（その4:東部）
- 株式会社木村建設（その1）

#### 整備
- 青森県
  - 県土整備部都市公園事務所
- 青森市
  - 青森操車場跡地利用対策特別委員会

その他に、青森操車場跡地利用研究会 (ASK) というものも存在し、別箇の形ではあるが青森操車場跡地利用対策特別委員会委員と兼任している人もおり、跡地利用に関して共同の研究が行われているようである。

## 沿革
- 1926年（大正15年） - 青森操車場使用開始。
- 1945年（昭和20年）8月10日 - 青森操車場、アメリカ軍によりターゲット997とナンバリングされ、青森駅の北側の桟橋である国鉄青森連絡船桟橋（ターゲット993）とともに爆撃を受ける。
- 1968年（昭和43年）7月21日 - 東北本線ルート変更。現在の操車場跡地と並行する形となる。
- 1984年（昭和59年） - 青森操車場使用停止。跡地は遊休地として長らく放置され、雑草の生い茂る荒地となっていた。
- 1997年（平成9年）
  - 2月17日 - 青森操車場跡地利用検討委員会が発足。
  - 5月27日 - 「交通拠点と緑地」の方針で行くことで一致。
  - 10月25日 - 青森操車場跡地利用最終案を発表。
  - 11月6日 - 青森県と青森市が共同で64億700万円の売買契約をすることで合意する。
  - 11月11日 - 青森市が「青森操車場跡地利用構想」発表。
- 1999年（平成11年）
  - 3月 - 青森県が「青森操車場跡地利用計画」発表。
  - 6月 - 青森市が「青森都市計画マスタープラン」を発表し、青森操車場跡地を都市整備の重点整備拠点に定める。
- 2001年（平成13年）
  - この年の冬から夏にかけて「北国のくらし研究会」が雪をためて実験を行った。
  - 11月15日 - 青森県は新幹線・交通政策課、青森市は都市政策課担当で公園名の一般公募開始。
- 2002年（平成14年）
  - 1月15日 - 一般公募締め切り。
  - 2月19日 - 佐々木誠造市長（当時）が定例記者会見で119人のべ218件の公募の中から、1人の女性の応募した「青い森セントラルパーク」を採用することを表明。なお、このうち「セントラルパーク」の名称は、利用構想の発表当初で既に言葉としては使われていたが、公募でもこのキーワードは一番多く寄せられていたためあっさりと決まった。一方「青い森」という名称は青森市では「青い森公園」の前例もあり、市側が親しみやすい名称ということで決めた。
  - 5月 - 着工。
- 2003年（平成15年）
  - 3月24日 - 青い森セントラルパーク条例が青森県により公布される。
  - 4月25日 - 「青い森セントラルパーク」が開園し、感謝状贈呈や記念植樹等を内容とする開園記念式典を行う。同日、青い森セントラルパーク条例が施行される。
- 2004年（平成16年）12月27日 - 公園の最東部付近の八甲田大橋下で午後から歩行者、自転車専用の踏切の使用が開始される。
- 2005年（平成17年）2月 - 青森市が「東北新幹線新青森駅開業対策に関する基本方針」で青森操車場跡地を鉄道整備の重点拠点と定める。

## 公園整備の今後について
青い森セントラルパークの南部には、サンロード青森などのかつての昭和50年代以降の郊外移転型ショッピングセンターが多くあり、実質上は新たな青森市中心部として機能しつつある。そのため、東北新幹線新青森駅開業後は2025年頃に新駅（仮称：青森中央駅、予想1日平均乗車人員1,392人 ）が設けられることが計画されている。
また、現在の青森駅は青函連絡船の運行上の問題で現在の敷地に建ったもので、実際には初めからやや西に位置する上、新幹線開業後は津軽海峡線接続列車の運行形態が複雑化する事や、操車場跡地自体が高架化や地下化が容易であり、中心部に近い場所であることなどから、一部ではこちらに青森駅を移設すべきとの意見もあるが、現在青森駅付近では商店の空洞化が進んでおり、それを防ぐためにも青森駅は移転すべきでないとの意見が根強い。